# People Like Us
„People Like Us” – singel amerykańskiej piosenkarki Kelly Clarkson z jej albumu kompilacyjnego Greatest Hits – Chapter One. Piosenka została wydana 8 kwietnia 2013 roku jako trzeci singel z płyty.
Po raz pierwszy Clarkson wykonała utwór 11 kwietnia 2015 roku podczas dwunastego sezonu programu American Idol. W Stanach Zjednoczonych singel dotarł do sześćdziesiątego piątego miejsca na Billboard Hot 100 oraz do miejsca pierwszego na liście Billboard Hot Dance Club Songs.

## Lista utworów
Digital download
1. „People Like Us” - 4:18
2. „People Like Us” (Fuego Remix) – 6:13
3. „People Like Us” (Baggi Begovic Remix) – 5:44
4. „People Like Us” (DEION Remix) – 3:45

## Teledysk
Teledysk do utworu miał premierę 28 maja 2013 roku na kanale Vevo. Klip został wyreżyserowany przez Chrisa Marrsa Piliero. Teledysk otrzymał nominację do nagrody MTV Video Music Awards 2013 w kategorii Najlepszy teledysk ze społecznym przekazem.

## Pozycje na listach
| Kraj/Notowanie (2013)              | Najwyższa pozycja |
| ---------------------------------- | ----------------- |
| Australia (Top 50 Singles)         | 46                |
| Kanada (Canadian Hot 100)          | 28                |
| Nowa Zelandia (Singles Top 40)     | 25                |
| Słowacja (Radio Top 100)           | 35                |
| USA (Billboard Adult Contemporary) | 17                |
| USA (Billboard Adult Pop Songs)    | 7                 |
| USA (Billboard Hot 100)            | 65                |
| USA (Billboard Dance Club Songs)   | 1                 |